# 若椿利信
若椿 利信（わかつばき としのぶ、1928年3月23日 - ）は、二所ノ関部屋、芝田山部屋、花籠部屋に所属した元力士。本名は大町 利信。大阪府堺市出身。168cm、118kg。最高位は西十両2枚目。	得意技は左四つ、寄り。

## 経歴
1944年1月場所に初土俵。1952年9月場所に十両昇進。新十両の場所は10勝5敗と二桁勝利を挙げると、そこから4場所連続で勝ち越し、1953年9月場所には自己最高位となる西十両2枚目まで番付を上げた。しかし、その場所は5勝10敗と負け越し、入幕はならなかった。それ以降は成績は下降の一途を辿り、1954年9月場所は初日から6連敗と不振に陥り、急性盲腸炎により途中休場して負け越し、9場所務めた十両の座を明け渡してしまった。幕下陥落後も調子は戻らず、1955年5月場所に27歳で廃業した。勝ち味の速さを活かした左四つからの攻めが持ち味であった。

## 主な成績
- 通算成績：183勝180敗11休  勝率.504
- 十両成績：64勝68敗3休  勝率.485
- 現役在位：33場所
- 十両在位：9場所

### 場所別成績
| 1944年 （昭和19年） | 新序 2–1           | x                | 東序ノ口筆頭 1–4       | 西序ノ口4枚目 4–1   |
| 1945年 （昭和20年） | x                  | x                | 西序二段4枚目 2–3      | 東序二段筆頭 3–2    |
| 1946年 （昭和21年） | x                  | x                | 国技館修理 のため中止  | 東三段目12枚目 2–5  |
| 1947年 （昭和22年） | x                  | x                | 西三段目27枚目 1–4     | 西序二段12枚目 3–3  |
| 1948年 （昭和23年） | x                  | x                | 西序二段5枚目 4–2      | 東三段目18枚目 4–2  |
| 1949年 （昭和24年） | 東三段目5枚目 5–7  | x                | 西三段目7枚目 8–7      | 東三段目筆頭 7–8    |
| 1950年 （昭和25年） | 西三段目2枚目 5–10 | x                | 東三段目8枚目 9–6      | 東三段目筆頭 8–7    |
| 1951年 （昭和26年） | 東幕下26枚目 8–7   | x                | 東幕下21枚目 11–4      | 西幕下6枚目 7–8     |
| 1952年 （昭和27年） | 西幕下9枚目 9–6    | x                | 西幕下4枚目 10–5       | 西十両17枚目 10–5   |
| 1953年 （昭和28年） | 西十両11枚目 9–6   | 東十両8枚目 10–5 | 東十両4枚目 8–7        | 西十両2枚目 5–10    |
| 1954年 （昭和29年） | 東十両9枚目 4–11   | 東十両15枚目 7–8 | 西十両16枚目 9–6       | 東十両12枚目 2–10–3 |
| 1955年 （昭和30年） | 西幕下筆頭 3–5     | 西幕下3枚目 3–5  | 西幕下6枚目 引退 0–0–8 | x                   |
| 各欄の数字は、「勝ち-負け-休場」を示す。 優勝 引退 休場 十両 幕下 三賞：敢=敢闘賞、殊=殊勲賞、技=技能賞 その他：★=金星 番付階級：幕内 - 十両 - 幕下 - 三段目 - 序二段 - 序ノ口 幕内序列：横綱 - 大関 - 関脇 - 小結 - 前頭（「#数字」は各位内の序列） |                    |                  |                        |                     |

## 改名歴
- 豊風 利信（とよかぜ としのぶ）1944年1月場所 - 1946年11月場所
- 若椿 利信（わかつばき としのぶ）1947年6月場所 - 1955年5月場所